# Naissance en 1988
Naissance
- 1984
- 1985
- 1986
- 1987
- 1988
- 1989
- 1990
- 1991
- 1992

Les naissances en 1988 concernent les personnalités nées entre le 1er janvier et le 31 décembre 1988.

## Janvier
- 5 janvier : Pauline, chanteuse française.
- 7 janvier :
  - Haley Bennett, actrice américaine.
  - Hardwell, DJ néerlandais.
  - Robert Sheehan, acteur irlandais.
- 8 janvier :
  - Grace Deutcho, judokate camerounaise.
  - Jirès Kembo Ekoko, footballeur congolais.
  - Adrián López Álvarez, footballeur espagnol.
  - Alisa Volskaya, philathrope franco-russe.
- 9 janvier : Lee Yeon-hee, actrice sud-coréenne.
- 10 janvier : Najah Chouaya, athlète handisport tunisienne.
- 12 janvier : Andrew Lawrence, acteur américain.
- 14 janvier :
  - Ruben Bemelmans, joueur de tennis belge.
  - Jordy, chanteur français.
  - Yoann Maestri, rugbyman français.
- 15 janvier :
  - Skrillex, DJ américain.
  - Kim Min-jun (ou Jun. K), chanteur, auteur-compositeur, réalisateur artistique et acteur sud-coréen, membre du groupe 2PM.
- 20 janvier : 
  - Mahmut Tekdemir, footballeur turc.
  - Jeffrén Suárez, footballeur espagnol.
- 17 janvier : Margarita Sidorenko, archère russe.
- 21 janvier :
  - Vanessa Hessler, mannequin italienne.
  - Ashton Eaton, athlète américain.
- 24 janvier : John-John Dohmen, joueur de hockey sur gazon international belge.
- 25 janvier : Tatiana Golovin, joueuse de tennis française.
- 28 janvier : AKA, musicien sud-africain († 10 février 2023).
- 29 janvier :
  - Kelyan Blanc, acteur français.
  - Jessica Iskandar, actrice et mannequin indonésienne.

## Février
- 2 février : Noureddine Kaddour, footballeur algérien.
- 3 février :
  - Cho Kyu-hyun, chanteur sud-coréen.
  - Chantelle Paige, mannequin américaine.
- 4 février : 
  - Carly Patterson, gymnaste américaine.
  - Rizana Nafeek, gouvernante sri-lankaise condamnée à mort en Arabie saoudite († 9 janvier 2013).
- 7 février : Ai Kago, chanteuse, actrice, modèle et ex-idole japonaise.
- 8 février : Poisson Fécond, vidéaste web et entrepreneur français.
- 9 février : Liam Baty, acteur français.
- 12 février : Mate Rimac, homme d'affaire croate.
- 13 février : Kayra Sayıt, judoka franco-turque.
- 14 février :
  - Quentin Mosimann, chanteur français.
  - Asia Nitollano, chanteuse et danseuse américaine.
- 16 février : Kim Soo-hyun, acteur sud-coréen.
- 17 février : Natascha Kampusch, jeune femme autrichienne kidnappée en 1998 et retrouvée en 2006.
- 18 février : Changmin, chanteur, danseur et acteur sud-coréen, membre du groupe TVXQ.
- 19 février : 
  - Lei Lina, pongiste handisport australienne.
  - Miyu Irino, doubleur japonais.
- 20 février : 
  - Maria Karapetian, femme politique arménienne.
  - Rihanna, chanteuse barbadienne.
  - Sophie Tapie, chanteuse française.
- 22 février :
  - Ximena Navarrete, mannequin mexicain, élue Miss Univers 2010.
  - Jonathan Borlée, athlète belge.
  - Kévin Borlée, athlète belge.
  - Dam Savage, explorateur de réalités.
- 23 février : Nicolás Gaitán, footballeur argentin.
- 25 février : Audrey Sedano, illustratrice, dessinatrice de bande dessinée et éditrice française.
- 29 février : Lena Gercke, mannequin allemande.

## Mars
- 4 mars : 
  - Joshua Bowman, acteur anglais.
  - Cody Longo, acteur américain († 8 février 2023).
- 6 mars :
  - Agnes Carlsson, chanteuse suédoise.
  - Gao Fang, athlète handisport chinoise.
- 7 mars : 
  - Sebastian Faisst, joueur de handball allemand († 3 mars 2009).
  - Gabriella Szűcs, joueuse hongroise de water-polo.
- 8 mars : 
  - Juan Carlos García, footballeur hondurien († 8 janvier 2018).
  - Jacob Neestrup, footballeur puis entraîneur danois.
- 9 mars : Marloes Oldenburg, rameuse néerlandaise.
- 10 mars : Julien Rochedy, homme politique français.
- 11 mars : Canserbero, chanteur de hip-hop vénézuélien († 20 janvier 2015).
- 14 mars : 
  - Stephen Curry, basketteur américain.
  - Ibrahim Traoré, militaire et homme d'État burkinabè.
- 16 mars : 
  - Agustín Marchesín, footballeur argentin.
  - Destin Onka, footballeur congolais († 31 juillet 2016).
- 17 mars :
  - Tomomi Abiko, athlète japonaise, spécialiste du saut à la perche.
  - Boris Dron, coureur cycliste belge.
  - Hakima El Meslahy, taekwondoïste marocaine.
  - Aymeric Lompret, humoriste français.
  - Ondřej Polívka, athlète tchèque.
  - Ryan White, hockeyeur professionnel canadien.
  - Heidi Zacher, skieuse acrobatique allemande.
  - Zhao Jin, nageuse chinoise.
- 20 mars : Alfredo Quintana, handballeur cubain († 24 février 2021).
- 22 mars : Tania Raymonde, actrice américaine.
- 23 mars : Sarah Jane Scott, chanteuse américaine.
- 24 mars :
  - Finn Jones, acteur britannique.
  - Soňa Pertlová, joueuse d'échecs tchèque († 8 mai 2011).
- 27 mars :
  - Brenda Song, actrice américaine.
  - Jessie J, chanteuse britannique.
- 28 mars : Sardana Trofimova, marathonienne kirghize.

## Avril
- 1er avril :
  - Abel Azcona, artiste espagnol.
  - Fatmire Alushi, footballeuse allemande.
- 2 avril : Elena Sviridova, athlète handisport russe.
- 3 avril : Mitch Fadden, joueur de hockey sur glace canadien  († 4 décembre 2017).
- 6 avril : Mike Bailey, acteur anglais.
- 8 avril : Yuma Yamazaki, joueuse de badminton japonaise.
- 9 avril : Kim Yu-jin (ou Uee), chanteuse et actrice sud-coréenne, ex-membre du groupe After School.
- 10 avril : Pilar Bakam Tzuche, haltérophile camerounaise.
- 12 avril : Jessie James Decker, chanteuse britannico-italienne.
- 14 avril : 
  - Roberto Bautista-Agut, joueur de tennis espagnol.
  - Chris Wood, acteur américain.
- 15 avril : Yann David, rugbyman français.
- 18 avril :
  - Ons Ben Messaoud, judokate tunisienne.
  - Karol-Ann Canuel, coureuse cycliste canadienne.
  - Wolfgang Kindl, lugeur autrichien.
  - Vanessa Kirby, actrice britannique.
  - Viktoriia Safonova, pongiste handisport russe.
- 19 avril : Haruna Kojima, chanteuse japonaise.
- 20 avril :
  - Brandon Belt, joueur de baseball américain.
  - Célia Jodar, kayakiste marocaine.
- 21 avril : María Gabriela Isler, mannequin suisso-vénézuélienne élue Miss Univers 2013.
- 22 avril : 
  - Adesuwa Aighewi, mannequin et cinéaste américaine.
  - Siar Sedig, réalisateur et scénariste néerlandais.
- 24 avril : Jey Crisfar, acteur belge.
- 25 avril :
  - Gabriel Bianco, guitariste classique français.
  - Sara Paxton, actrice et chanteuse américaine.
  - Cheick Diabaté, joueur de football malien.
  - Anaïs Grangerac, animatrice de télévision française.
- 28 avril :
  - Juan Mata, footballeur espagnol.
  - Victoria Rumary, archère britannique.
  - Adrien Duvillard, entrepreneur suisse.
- 30 avril : 
  - Ana de Armas, actrice cubano-américaine.
  - Sandra Sánchez Sangiao,  chanteuse catalane de musique traditionnelle et populaire.

## Mai
- 5 mai :
  - Adele, chanteuse britannique.
  - Léa François, actrice française.
  - Skye Sweetnam, chanteuse canadienne.
- 8 mai : Maicon, footballeur brésilien († 8 février 2014).
- 9 mai : 
  - Sanket Bhosale, comédien indien.
  - Edwin Eziyodawe, footballeur nigérian.
- 10 mai : JeanJass, rappeur belge.
- 11 mai : Harry Roldán Pinedo Valera, artiste péruvien
- 15 mai :
  - Loïc Korval, judoka français.
  - Nwal-Endéné Miyem, basketteuse française.
- 16 mai : Ahn Bo-hyun, acteur et mannequin sud-coréen.
- 17 mai :
  - Jenni Hucul, bobeuse canadienne.
  - Nikki Reed, actrice américaine.
  - Karrueche Tran, mennequin américaine.
- 18 mai :
  - Ryan Cooley, acteur canadien.
  - Taeyang, chanteur sud-coréen, membre du groupe Big Bang.
- 21 mai : Park Gyuri, actrice, chanteuse et danseuse sud-coréenne, membre du groupe Kara.
- 26 mai :
  - Mariama Ndao, judokate sénégalaise.
  - Dylan Rieder, skateur et mannequin américain († 12 octobre 2016).

## Juin
- 1er juin : Christine and the Queens, nom de scène de Héloïse Letissier, chanteuse et pianiste française.
- 2 juin :
  - Amber Marshall, actrice canadienne.
  - Sergio Agüero, footballeur argentin.
- 3 juin : Najib El Allouchi joueur néerlandais de futsal.
- 7 juin : Michael Cera, acteur canadien.
- 8 juin : Diane-Annie Tjomb, écrivaine camerounaise.
- 9 juin : Mae Whitman, actrice américaine.
- 12 juin : Cody Horn, actrice et mannequin américaine.
- 13 juin : Cody Walker, acteur américain.
- 14 juin :
  - Seif Bennia, oudiste et compositeur tunisien.
  - Veronica Koman, militante pour les droits de l'homme indonésienne.
  - Kevin McHale, acteur et chanteur américain.
  - Dayo Okeniyi, acteur américano-nigérian.
- 15 juin :
  - Paulus Arajuuri, footballeur finlandais.
  - Sanele Vavae Tuilagi, joueur de rugby samoan.
- 16 juin : Thierry Neuville, pilote de rallye automobile belge.
- 18 juin :
  - Benjamin Brillaud, vidéaste français.
  - Josh Dun, batteur américain.
  - Islam Slimani, footballeur international algérien.
- 20 juin : Shefali Chowdhury, actrice britannique.
- 21 juin : Portia Doubleday, actrice américaine.
- 24 juin : Nichkhun Buck Horvejkul, chanteur, mannequin et acteur, thaï-chinois et américain, membre du groupe 2PM.
- 26 juin : King Bach, acteur canadien.
- 27 juin : Alanna Masterson, actrice américaine.
- 28 juin : Alina Orlova, chanteuse et musicienne lituanienne.
- 29 juin : Adrian Mannarino, joueur de tennis français.

## Juillet
- 1er juillet :
  - Evan Ellingson, acteur américain († 5 novembre 2023).
  - Sofiane Milous, judoka français.
- 2 juillet : 
  - Elise Koivogui, manager et activiste guinéenne.
  - Alexandra Vydrina, linguiste russe († 16 septembre 2021).
- 3 juillet : Maximilian Schlichter, chanteur et guitariste du groupe Killerpilze.
- 4 juillet : Grégory Gatignol, acteur français
- 6 juillet : Léane Labrèche-Dor, comédienne et humoriste québécoise.
- 7 juillet :
  - Kaci Brown, chanteuse américaine.
  - Mariya Kryuchkova, gymnaste artistique russe († 8 mars 2015).
- 8 juillet :
  - Fanny Agostini, journaliste et présentatrice TV française.
  - Miki Roqué, footballeur espagnol († 24 juin 2012).
- 12 juillet : Jessica Monceau, actrice française.
- 13 juillet : Colton Haynes, acteur et mannequin américain.
- 14 juillet : 
  - Mikael Boman, footballeur suédois.
  - Léopoldine Serre, actrice française.
- 15 juillet : Monica Wright, basketteuse américaine.
- 16 juillet : Sergio Busquets, footballeur espagnol.
- 19 juillet : Popcaan, chanteur de dancehall jamaïcain.
- 20 juillet :
  - Arunima Sinha, première amputée à avoir gravit l'Everest.
  - Johanna Zaïre, écrivaine française.
  - Phillip Adams, joueur de football américain († 7 avril 2021).
- 21 juillet : Sadaf Taherian, chanteuse iranienne.
- 22 juillet : George Santos, homme politique américain.
- 24 juillet :
  - Sandra Antonio, taekwondoïste angolaise.
  - Helena Casas, coureuse cycliste espagnole.
  - Han Seung-yeon, actrice, chanteuse et danseuse sud-coréenne, ex-membre du groupe Kara.
- 25 juillet : Liu Jing, pongiste chinoise.
- 26 juillet : Marty Scurll, catcheur professionnel américain.
- 28 juillet : Rebecca Williams, actrice anglaise.
- 29 juillet : Alexander Lee Eusebio, chanteur et animateur sud-coréano-chinois, membre de U-Kiss.
- 30 juillet : Nico Tortorella, acteur américain.
- 31 juillet :
  - Charles Carver, acteur américain.
  - Max Carver, acteur américain.

## Août
- 1er août :
  - Mustafa Abdellaoue, footballeur norvégien.
  - Ana Girardot, actrice française.
  - Nemanja Matić, footballeur serbe.
- 2 août : Sanne-Samina Hanssen, actrice néerlandaise.
- 3 août : 
  - Ben Nguyen, kickboxeur américain.
  - ASAP Rocky, rappeur américain.
- 4 août : Tom Parker, chanteur anglais († 30 mars 2022).
- 5 août : Federica Pellegrini, nageuse italienne.
- 9 août :
  - Willian, footballeur brésilien.
  - Pablo Hasél, poète, rappeur et militant espagnol.
- 12 août : Justin Gaston, mannequin, acteur, musicien et auteur-compositeur-interprète américain.
- 13 août : Mø, chanteuse danoise.
- 16 août :
  - Kinuski Kakku, actrice pornographique russo-finoise.
  - Rumer Glenn Willis, actrice américaine.
- 17 août :
  - Jihadi John, bourreau de l'État islamique († 12 novembre 2015).
  - Brady Corbet, acteur américain.
- 18 août :
  - G-Dragon, rappeur, chanteur et auteur-compositeur sud-coréen, leader du groupe Big Bang.
  - Michael Boxall, footballeur néo-zélandais.
  - Mauro Caviezel, skieur alpin suisse.
  - Kristen Kit, rameuse canadienne.
  - Yevhen Khytrov, boxeur ukrainien.
  - Are Strandli, rameur norvégien.
- 21 août :
  - Paris Bennett, chanteuse américaine.
  - Robert Lewandowski, footballeur polonais.
  - Kacey Musgraves, chanteuse américaine.
- 24 août :
  - Rupert Grint, acteur britannique.
  - Maximilian Reinelt, rameur d'aviron allemand († 9 février 2019).
- 25 août :
  - Alexandra Burke, chanteuse américaine.
  - Phyoe Phyoe Aung, militante birmane.
  - Ray Quinn, acteur anglais.
- 26 août : Tori Black, actrice pornographique américaine.
- 30 août : Ernest Gulbis, joueur de tennis letton.
- 31 août : Rachel Legrain-Trapani, Miss France 2007.

## Septembre
- 1er septembre :
  - Ezekiel Anisi, homme politique papou-néo-guinéen († 24 mai 2017).
  - Dizzy Diddy, artiste et entrepreneur franco-angolais.
  - Ryan Jenkinson, batteur du groupe Reverend and the Makers.
- 2 septembre : Javi Martínez, footballeur espagnol.
- 3 septembre : Jérôme Boateng, footballeur allemand.
- 5 septembre : Emmy Raver-Lampman, actrice américaine.
- 7 septembre :
  - Kevin Love, basketteur américain.
  - Victoria Marinova, journaliste et animatrice de télévision bulgare († 6 octobre 2018).
- 8 septembre :
  - E. J. Bonilla, acteur américain.
  - Gustav Schäfer, batteur allemand.
- 10 septembre : Huang Lisha, athlète handisport chinoise.
- 14 septembre : Martin Fourcade, biathlète français.
- 15 septembre :
  - Chelsea Kane, actrice américaine.
  - John Bradley-West, acteur anglais.
- 16 septembre :
  - Zeineb Amdouni, taekwondoïste tunisienne.
  - Maret Grothues, joueuse de volley-ball néerlandaise.
  - Alexandra Bourchenkova, coureuse cycliste russe.
  - Daniel Clark, basketteur anglais.
  - Darlan Cunha, acteur brésilien.
  - Bob de Voogd, joueur de hockey sur gazon néerlandais.
  - Shara Proctor, athlète britannique.
  - Yanis, chanteur français.
- 17 septembre : 
  - Ritu Arya, actrice britannique.
  - Joyce Bibring, actrice française.
- 18 septembre : Paul Plexi, auteur-compositeur-interprète suisse-francophone.
- 19 septembre : Maroua Brahmi, athlète handisport tunisienne.
- 20 septembre : Dounia Coesens, actrice française.
- 23 septembre :
  - Juan Martín del Potro, joueur de tennis argentin.
  - Mathieu Sommet, vidéaste français.
  - Kairi Sane, catcheuse japonaise.
- 24 septembre : Kyle Sullivan, acteur américain.
- 25 septembre : Elsa Esnoult, chanteuse et actrice française.
- 26 septembre :
  - Rémi Bonfils, joueur de rugby français.
  - James Blake, musicien américain.
- 28 septembre : Marin Čilić, joueur de tennis croate.
- 29 septembre :
  - Kevin Durant, basketteur américain.
  - Justin Nozuka, chanteur canadien.
  - Armonie Sanders, actrice française.
  - Blair Connor, joueur de rugby irlandais.

## Octobre
- 1er octobre :
  - Cariba Heine, actrice australienne.
  - Joshua John, footballeur néerlandais.
  - Robin Schembera, athlète allemand.
- 2 octobre :
  - Ivan Zaytsev, joueur de volley-ball russe.
  - Antonino Parrinello, coureur cycliste italien.
- 3 octobre :
  - ASAP Rocky, rappeur américain.
  - Mike Belfiore, joueur américain de baseball.
  - Alex Dowsett, coureur cycliste britannique.
  - Phil Gosselin, joueur américain de baseball.
  - Alicia Vikander, actrice suédoise.
- 4 octobre :
  - Melissa Benoist, actrice américaine.
  - Sarah Proud, joueuse française de rugby à XV.
  - Derrick Rose, basketteur américain.
  - Magdaléna Rybáriková, joueuse de tennis slovaque.
  - Kim Yubin, rappeuse, chanteuse, danseuse, autrice-compositrice et actrice sud-coréen, membre du groupe Wonder Girl.
- 5 octobre :
  - Bobby Edner, acteur américain.
  - Valeriy Fedorchuk, footballeur ukrainien.
  - Robbie Kruse, footballeur australien.
  - Sam Warburton, joueur de rugby gallois.
- 6 octobre :
  - Austin Berry, footballeur américain.
  - Maki Horikita, actrice japonaise.
  - Kaylyn Kyle, footballeuse canadienne.
  - Élodie Normand, athlète française.
  - Everlyn Sampi, actrice australienne.
- 7 octobre :  Diego Costa, footballeur espagnol.
- 8 octobre : Sacha Houlié, homme politique français.
- 9 octobre : Blessing Okagbare, athlète nigériane.
- 10 octobre :
  - John Chibuike, footballeur nigérian.
  - Rudy Gestede, footballeur français.
  - Brown Ideye, footballeur nigérian.
  - Linval Joseph, joueur américain de football américain.
  - Rose McIver, actrice néo-zélandaise.
- 11 octobre :
  - Séamus Coleman, footballeur irlandais.
  - Robert Eddins, joueur américain de football américain († 20 décembre 2016).
  - Omar Gonzalez, footballeur mexicain.
  - Trevor Mann, catcheur américain.
  - Joël Zangerlé, coureur cycliste luxembourgeois.
- 12 octobre :
  - Flore Bonaventura, comédienne française
  - Jules Cluzel, pilote de moto français.
  - Mette Abildgaard, femme politique danoise.
  - Calum Scott, chanteur britannique.
- 13 octobre :
  - Norris Cole, basketteur américain.
  - Lukas Schmitz, footballeur allemand.
  - Susan Thorsgaard, handballeuse danoise.
- 14 octobre :
  - Paul Delecroix, footballeur français.
  - Max Thieriot, acteur américain.
- 15 octobre : Mesut Özil, footballeur allemand.
- 17 octobre : Serhiy Hladyr, basketteur ukrainien.
- 19 octobre : Lin Yueshan, archère chinoise.
- 20 octobre : Risa Niigaki, idole japonaise.
- 24 octobre : Emilia Fahlin, coureuse cycliste suédoise.
- 26 octobre : Little Caprice, actrice et productrice de films pornographiques tchèque.
- 27 octobre :
  - Yuliia Ivanytska, judokate handisport ukrainienne.
  - T-Wayne, rappeur américain.
- 28 octobre :
  - Gary McGhee, basketteur américain.
  - Maroi Mezien, lutteuse tunisienne.
  - Devon Murray, chanteur et acteur irlandais.
  - John Roberson, basketteur américain.
  - Nassira Traoré, joueuse de basket-ball malienne.
  - Kim Un-guk (김은국), haltérophile nord-coréen.
- 29 octobre : Katherine Timpf, animatrice de télévision américaine.
- 30 octobre : Janel Parrish, actrice et chanteuse américaine.
- 31 octobre : Sébastien Buemi, pilote de Formule 1.

## Novembre
- 2 novembre : Hanna Wagenius, femme politique suédoise.
- 3 novembre : Abdoulaye M'Baye, joueur de basket-ball sénégalais.
- 4 novembre : Lee Mi-gyu, pongiste sud-coréenne.
- 5 novembre : Oladapu Olufemi, footballeur nigérian.
- 6 novembre :
  - Ernest Asante, footballeur ghanéen.
  - Erik Lund, footballeur suédois.
  - Emma Stone, actrice américaine.
  - Conchita Wurst, chanteuse autrichienne gagnante de l'Eurovision 2014.
- 9 novembre : Analeigh Tipton, actrice américaine.
- 12 novembre : Benjamin Moukandjo, footballeur camerounais.
- 14 novembre : Avni Pepa, footballeur norvégien.
- 15 novembre :
  - Morgan Parra, rugbyman français.
  - B.o.B, chanteur américain de rap.
- 16 novembre : Samantha Bailly, écrivaine et militante française.
- 17 novembre : Eric Nam, chanteur, rappeur et présentateur de télé américain d’origine sud-coréenne.
- 18 novembre : Sasan Yafte, chanteur iranien.
- 19 novembre : Claire Fauvel, dessinatrice de bande dessinée.
- 20 novembre : Rhys Wakefield, acteur australien.
- 22 novembre : Caballero, rappeur belge.
- 24 novembre :
  - Ayem Nour, animatrice de télévision française.
  - Rebecca Frassini, femme politique italienne.
- 26 novembre : Hafþór Júlíus Björnsson, acteur et sportif islandais.
- 27 novembre : Noémie Merlant, chanteuse française.
- 29 novembre :
  - Gaëlle Edon, athlète paralympique française de tir sportif handisport.
  - Clémence Saint-Preux, chanteuse française.

## Décembre
- 1er décembre :
  - Léa Castel, chanteuse française de R&B.
  - Nadia Hilker, actrice allemande.
  - Tyler Joseph, chanteur, rappeur, compositeur, musicien américain du groupe Twenty One Pilots.
  - Zoë Kravitz, actrice américaine.
- 2 décembre : Alfred Enoch, acteur britannique.
- 4 décembre : Marwan Berreni, acteur français († 12 octobre 2023).
- 5 décembre : Stéphanie Cortisse, femme politique belge.
- 6 décembre :
  - Waly Dia, comédien et humoriste français.
  - Larry et Laurent Bourgeois (Les Twins), danseurs/créateur de mouvement urbain.
  - Sabrina Ouazani, actrice française.
  - Nobunaga Shimazaki, acteur et doubleur japonais.
- 7 décembre :
  - Emily Browning, actrice américaine.
  - Benjamin Clementine, chanteur britannique
- 8 décembre : Christophe Montenez, acteur français.
- 9 décembre : Suleiman Kangangi, coureur cycliste kényan († 27 août 2022).
- 12 décembre :
  - Hahm Eun-jung, danseuse et chanteuse sud-coréenne.
  - Zhou Hongzhuan, athlète handisport chinoise.
- 14 décembre :
  - Vanessa Hudgens, actrice et chanteuse américaine.
  - Nicolas Batum, basketteur français.
- 15 décembre :
  - Steven Nzonzi, footballeur français.
  - Lauren Parker, triathlète australienne.
  - Marc Rebillet, musicien et vidéaste franco-américain.
- 16 décembre :
  - Anna Popplewell, actrice britannique.
  - Park Seo-joon, acteur sud-coréen.
- 17 décembre :
  - Amélie Lacoste, patineuse artistique canadienne.
  - David Rudisha, athlète kényan.
  - Jessi, chanteuse, rappeuse coréano-américaine
- 18 décembre : Alexis Sánchez, footballeur chilien.
- 20 décembre : Carlotta Nobile, historienne de l'art italienne († 16 juillet 2013).
- 21 décembre : Teresa Ruiz, actrice mexicaine.
- 22 décembre : Leigh Halfpenny, joueur de rugby gallois.
- 23 décembre :
  - Eri Kamei, idole japonaise.
  - Zhou Ying, pongiste chinoise.
- 25 décembre : Solomon Owello, footballeur nigérian.
- 27 décembre :
  - Hayley Williams, chanteuse américaine.
  - Ok Taec-yeon, rappeur et acteur sud-coréen, membre du groupe 2PM.
- 28 décembre : Perri Pierre, acteur et producteur haïtiano-américain.
- 29 décembre : Ágnes Szávay, joueuse de tennis hongroise.
- 30 décembre :
  - Cameron Long, basketteur américain.
  - Eloy Vargas, basketteur dominicain.

## Date inconnue
- Jake Angeli, Activiste américain d'extrême droite.
- Li Chun (ou Junjun), chanteuse et ex-idole chinoise.
- Vanessa Koutouan, militante ivoirienne pour les droits des femmes.
- Hayat Mirshad, journaliste et militante féministe libanaise.
- Fatima-Ezzahra Nazih, femme politique marocaine.
- Wang Qianyuan, étudiante chinoise.
- Ghyslain Raza, internaute québécois fan de Star Wars derrière la vidéo Star Wars Kid.
- Nawal Soufi, assistante sociale et militante pour les droits de l'Homme maroco-italienne.